# Coming out
Pour les articles homonymes, voir Coming out (homonymie).

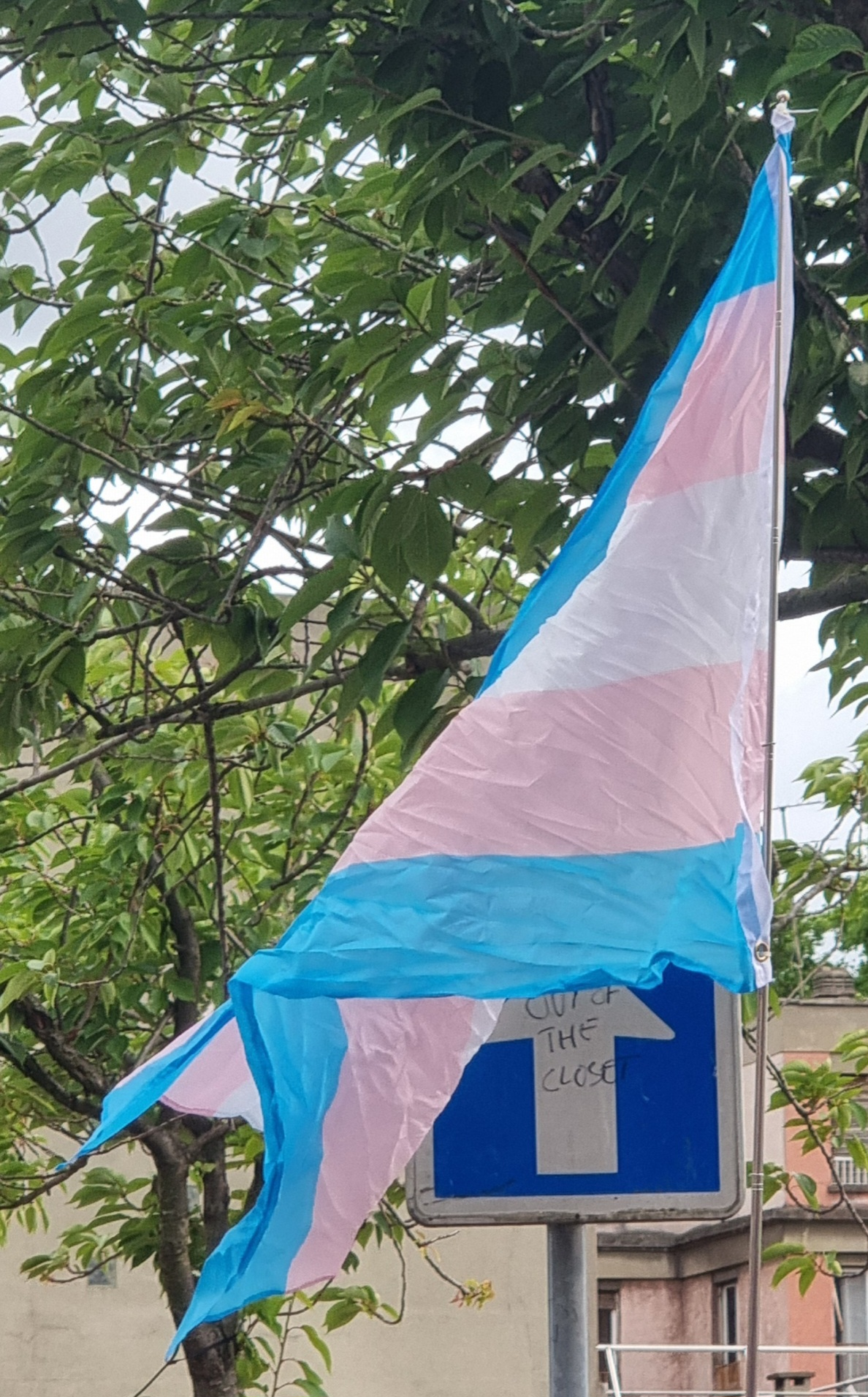
La sortie du placard (« out of the closet ») est un long processus. Photographie prise lors de la Pride des banlieues 2025

Un coming out, raccourci de l'expression coming out of the closet, parfois francisé sortir du placard, est l'annonce volontaire d'une orientation sexuelle, d'une identité de genre ou d’une variation des caractéristiques sexuelles.
Le coming out peut se faire dans un ou plusieurs milieux : les membres de la famille (proche/éloignée), les amis, les collègues, les voisins, etc.
Par extension, le terme coming out peut désigner l'annonce publique de toute caractéristique personnelle, jusque-là tenue secrète par peur du rejet ou par discrétion.
Être in désigne des personnes qui se définissent par exemple homosexuelles ou transgenres, mais qui ne l'annoncent pas, par peur du rejet ou de la discrimination que cela peut engendrer, ou simplement par discrétion. Être out, à l'inverse, signifie ne pas dissimuler son orientation sexuelle ou son identité de genre. Être outé, c'est voir ces caractéristiques rendues publiques sans son consentement, voire contre sa volonté.
L'outing est un procédé, contesté, de déclaration publique de l'orientation sexuelle ou de l'identité de genre d'une personne qui souhaite la garder secrète, soit par malveillance, soit dans un but politique (par exemple, dénoncer une divergence entre style de vie privée et propos publics).

## Origine du terme
Selon Rostom Mesli, l'expression se forme en deux temps. Avant les années 1970, on distingue d'une part l'expression to come out (« sortir, se présenter »), utilisée pour désigner l'entrée d'une personne dans le monde homosexuel ; et d'autre part les expressions be in the closet (« être au placard ») ou closet queen (« folle placardisée ») désignant le secret entourant l'orientation sexuelle d'une personne, et probablement issue de l'expression idiomatique anglophone to have a skeleton in the closet (« avoir un squelette au placard ») signifiant cacher un secret honteux.
C'est au cours des années 1970 que se forme l'expression complète to come out of the closet (« sortir du placard ») qui désigne le fait d'annoncer son orientation sexuelle au monde hétérosexuel (famille, amis ou environnement social plus large).

## Histoire
Le coming out a été imaginé, comme un moyen d’émancipation, en 1869 par l’Allemand Karl Heinrich Ulrichs, défenseur des droits des homosexuels. Réalisant que l’invisibilité était un obstacle majeur pour changer l’opinion publique, il recommanda aux homosexuels de faire leur coming out.
Entre 1864 et 1869, Karl Heinrich Ulrichs a écrit une série de pamphlets — et a tenu une conférence à l'Association des juristes allemands [« Association of German Jurists »] en 1867 — prônant la dépénalisation des actes sexuels entre hommes, dans lesquels il parlait librement de sa propre homosexualité. L'historien Robert Beachy (en) déclare à son sujet : « Je pense qu'il est raisonnable de décrire [Ulrichs] comme le premier homosexuel à se dévoiler publiquement ».
Iwan Bloch, médecin juif allemand, dans l’ouvrage fondateur de la sexologie, La Vie sexuelle de notre temps (Das Sexualleben unserer Zeit in seinen Beziehungen zur modernen Kultur) (1906) invite les homosexuels âgés à se déclarer à leurs familles et amis hétérosexuels.
Magnus Hirschfeld aborde à nouveau le sujet dans sa principale œuvre L'Homosexualité chez les hommes et les femmes (1914) dissertant sur l’impact social et légal qu’aurait le coming out de centaines d’hommes et de femmes de rang auprès de la police, afin d’influencer le législateur et l’opinion publique.
Dans les années 1920, deux écrivains français passent par des livres pour déclarer leur homosexualité : André Gide publie en 1924 Corydon, Jean Cocteau écrit en 1928 Le Livre blanc, anonymement mais en laissant facilement deviner l'identité de son auteur.
Mais c'est surtout Roger Peyrefitte, homosexuel revendiqué,, qui pousse de nombreuses personnalités à reconnaître leur attirance pour les garçons plutôt que d'attendre d'être dénoncées. Dans ses romans satiriques, Peyrefitte met en effet en scène et ridiculise des personnalités contemporaines qui dissimulent leur homosexualité sans qu'aucune n'ose l'attaquer en justice pour diffamation : les papes Jean XXIII et Pie XII, Henry de Montherlant, le cardinal Eugène Tisserant, doyen du Sacré Collège, Dag Hammarskjöld, secrétaire général de l'ONU, et beaucoup d'autres hommes politiques, fonctionnaires, militaires et artistes de toutes nationalités.
Le premier Américain important à déclarer publiquement son homosexualité est le poète Robert Duncan. En 1944, il signe de son propre nom, un article du magazine anarchiste Politics, dans lequel il affirme que les homosexuels sont une minorité persécutée.
En 1951, Edward Sagarin, sous le pseudonyme de Donald Webster Cory, dans son étude L’Homosexualité en Amérique – une approche subjective écrit : « La société m’oblige à porter un masque… Partout où je vais, en tout temps et dans toutes les couches de la société, je feins. » Cory est un pseudonyme, mais sa description franche et ouvertement subjective a stimulé l’émergence d’une conscience homosexuelle et le mouvement homophile naissant.
Mattachine Society, société clandestine et très déterminée, fondée à Los Angeles en 1950, par Harry Hay et d’autres vétérans de la campagne de Henry Wallace aux primaires présidentielles, a également manifesté publiquement avec de nombreux gays après que Hal Call a pris la tête du groupe à San Francisco en 1953.
Dans les années 1960, Franklin E. Kameny monte au créneau. Licencié de son poste d’astronome de l’armée pour comportement homosexuel, il refuse de partir aussi gentiment. Il attaque ouvertement le renvoi, usant de tous les recours possibles jusqu’à la Cour suprême des États-Unis. Porte-parole d’un mouvement grandissant, il défend les actions publiques mais non-apologiques. Sa conviction première est : « nous devons inspirer à la communauté homosexuelle un sens des valeurs de l’homosexualité individuelle » et qui ne peut être atteint qu’au travers de campagnes ouvertement conduites par les homosexuels eux-mêmes. Sa devise est Gay is good.
En France, un coming out d'une personnalité de gauche a lieu le 10 janvier 1972, dans un entretien publié par le Nouvel Observateur intitulé La Révolution des homosexuels. Son auteur y parle à la première personne et le commence par un très sobre mais retentissant « Je m'appelle Guy Hocquenghem. J'ai 25 ans… ». Sa mère lui répond par une lettre ouverte dans le même magazine le 17 janvier 1972.
En 1975, Leonard Matlovich, alors qu'il servait dans la United States Air Force des États-Unis, se déclare en opposition avec l'interdiction pour les homosexuels de s'engager dans l'armée. Ces propos prennent de l'ampleur au point de faire une des couvertures historique du Time « I Am a Homosexual »,. Il est la première personne ouvertement homosexuelle à apparaître sur la couverture d'un magazine d'information américain.
En Argentine, la journaliste Ilse Fuskova est la première femme à déclarer ouvertement être lesbienne à la télévision en 1991.
Si, dans le milieu diplomatique, les relations homosexuelles entre diplomates de pays adversaires est ancienne et a permis l'établissement d'une diplomatie parallèle autour de la « patrie morale » ainsi que Roger Peyrefitte le relate dans les Ambassades, il faudra attendre les années 1990 pour que des homosexuels revendiqués — des gays — soient nommés à la tête des services de renseignements, y recrutent leurs semblables et tissent des liens invisibles avec leurs homologues étrangers.
Même si les orientations non-hétérosexuelles et les identités non-cisgenres sont progressivement mieux acceptées dans la société, notamment dans les médias occidentaux, les célébrités peinent à lever les tabous dans certains domaines. Quand il révèle son homosexualité en 1990, parmi les premiers, le footballeur anglais Justin Fashanu est exclu de l'entraînement, hué par les supporters et désavoué par son frère, ce qui le poussera à changer plusieurs fois de club. Notamment à cause du machisme et des contrats publicitaires sportifs, beaucoup préfèrent attendre leur fin de carrière pour révéler leur homosexualité, comme le rugbyman gallois Gareth Thomas en 2009, le footballeur américain Robbie Rogers et le footballeur allemand Thomas Hitzlsperger. C'est le cas également du plongeur américain Greg Louganis en participant aux Gay Games de 1994, de même que le footballeur américain David Kopay (en). Malgré un outing en 1976, le patineur John Curry ne parle publiquement de son homosexualité qu'en 1994, peu avant de mourir du SIDA, alors que le patinage artistique demeure au début des années 2010 un milieu homophobe. En revanche, en 2013 le plongeur britannique Tom Daley annonce sa bisexualité en pleine carrière, et en 2014, le footballeur américain Michael Sam se déclare gay avant de passer professionnel. Ce tabou de coming-out est moins fort dans le sport féminin, à l'image des joueuses de tennis Billie Jean King, Martina Navrátilová, Amélie Mauresmo en 1999, ou encore la skieuse Anja Pärson. Navrátilová est la première athlète professionnelle en exercice à faire son coming out, lors d'une interview avec The New York Times en 1981.
Le 29 mars 2010, le chanteur Ricky Martin fait son coming out sur son site officiel en déclarant « Je suis fier de dire que je suis un homme homosexuel chanceux. Je suis très chanceux d'être qui je suis. ». En janvier 2013, lorsqu'elle reçoit le Cecil B. DeMille Award, l'actrice et réalisatrice Jodie Foster déclare publiquement son orientation sexuelle « J'ai déjà fait mon coming out il y a mille ans, à l'âge de pierre, à cette époque très pittoresque où une jeune fille fragile s'ouvrait à ses amis, sa famille et ses collègues puis progressivement à tous ceux qui la connaissaient, tous ceux qu'elle rencontrait réellement ».
Dans le milieu culturel, le coming out peut parfois être vu comme un coup médiatique permettant de gagner en visibilité. Ainsi, à l'été 2012, le rappeur Frank Ocean s'est retrouvé mis en avant par de nombreux médias pour avoir brisé un tabou dans le hip-hop, ayant annoncé sa bisexualité, ayant permis de faire évoluer un milieu musical traditionnellement homophobe. Dans un entretien, Nicki Minaj avoue avoir menti en disant être bisexuelle, afin d'attirer l'attention.
Concernant le monde politique, Bertrand Delanoë fait son coming out en 1998, avant d'être élu maire de Paris. Roger Karoutchi parle publiquement de son homosexualité en 2009, mais précise en 2015 que ce coming out a nui à sa carrière (« Peut-être qu'à gauche, c'était plus facile ou plus fréquent. Pas à droite »). Barney Frank marque l'histoire politique américaine en faisant volontairement son coming out en tant qu'homosexuel, en 1987. Il avait craint, durant des années de le faire, estimant que cela aurait pu mettre en danger sa carrière parlementaire.
De nombreuses œuvres de fiction LGBT+, littéraires ou cinématographiques, ont une intrigue qui repose sur le coming out, par exemple le film Love, Simon (2018).

## Personnalités ayant fait leur coming out
Cette liste chronologique (qui n'a pas vocation à être exhaustive) accueille les personnalités ayant fait un coming out public, volontaire et sans équivoque, étayé par des sources fiables. Ces personnalités ne sont pas nécessairement engagées pour les droits des lesbiennes, gays, bisexuels et transgenres.
Années 1960
- Hervé Vilard, auteur-compositeur-interprète et chanteur à texte français (1967)[42],[43],[44],[45]

Années 1970
- David Bowie, chanteur anglais (1972)[46]
- Tommy Kirk, acteur américain des Walt Disney Pictures (1973)[47],[48].
- Freddie Mercury[49], auteur-compositeur, chanteur et musicien britannique (1974)[50],[51]
- Marlon Brando, acteur et réalisateur américain (1976)[réf. nécessaire]
- Elton John, chanteur compositeur anglais (1976)[52]

Années 1980
- Billie Jean King, joueuse de tennis américaine (1981)[53]
- Ian McKellen, acteur britannique (1988)[54],[55],[56]

Années 1990
- Christophe Girard, homme politique français (1991)[57]
- Ellen DeGeneres, actrice, humoriste et animatrice de talk show américaine (1997)[58]
- Laurent Ruquier, présentateur français (1997)[59],[60].
- George Michael, auteur-compositeur-interprète britannique (1998)
- Rob Halford, chanteur et compositeur britannique, notamment au sein du groupe de heavy metal Judas Priest (1998)
- Bertrand Delanoë, homme politique français, maire de Paris de 2001 à 2014 (1998)
- Klára Ungár, femme politique hongroise (1998)

Années 2000
- Klaus Wowereit, homme politique allemand, bourgmestre-gouverneur de Berlin de 2001 à 2014 (2001)
- Elio Di Rupo, homme politique belge, Premier ministre de 2011 à 2014 et premier chef de gouvernement ouvertement homosexuel de l'Union européenne (2001)[61]
- Jean-Jacques Aillagon, homme politique français, Ministre de la Culture et de la Communication de 2002 à 2004 (2002)[57]
- Angelina Jolie, actrice, philanthrope, mannequin, réalisatrice, scénariste, écrivaine et productrice américaine (2003)[62]
- Guido Westerwelle, homme politique allemand, vice-chancelier et ministre des Affaires étrangères de 2009 à 2011 (2004)
- Abdellah Taïa, écrivain et journaliste marocain (2006)[63],[64]
- Manvendra Singh Gohil, prince indien, premier prince ouvertement gay du monde (2006)[65],[66],[67],[68]
- Sia Furler, chanteuse australienne (2008)[69]
- Lindsay Lohan, actrice et chanteuse américaine (2008)[70]
- Megan Fox, actrice et mannequin américaine (2008)[71]
- Xavier Bettel, homme politique luxembourgeois, Premier ministre depuis 2013 (2008)[72],[73]
- Lady Gaga, chanteuse américaine (2009)[74]
- Xavier Dolan, réalisateur, scénariste, producteur et acteur canadien

Années 2010
- Ricky Martin, chanteur hispano-portoricain-américain (2010)
- Billie Joe Armstrong, chanteur américain et leader du groupe Green Day (2010)
- Franck Riester, homme politique français, ministre de la Culture (2018-2020), du Commerce extérieur (2020-2022) et des relations avec le parlement depuis 2022 (2011)[75],[76]
- Orlando Cruz, boxeur professionnel portoricain (2012)[77]
- Gillian Anderson, actrice américaine (2012)[78]
- Mika, chanteur britanico-libanais (2012)[b],[79]
- Jason Collins, basketteur américain (2013)[80]
- Wentworth Miller, acteur britanico-américain (2013)[81],[82]
- Tim Cook, PDG d'Apple, entrepreneur américain (2014)[83]
- Elliot Page, acteur canadien, en tant que lesbienne (2014)[84] puis en tant que trans non binaire (2020)[85]
- Leo Varadkar, homme politique irlandais, Premier ministre de 2017 à 2020 (2015)[86]
- Pete Buttigieg, homme politique américain, candidat aux primaires démocrates de 2020 (2015)[87]
- Miley Cyrus, auteure-compositrice-interprète, actrice, musicienne et actrice de doublage américaine (2015)[88]
- Caitlyn Jenner, animatrice de télévision et ancienne athlète américaine spécialiste du décathlon américain (2015)[89]
- Kevin Spacey, acteur, réalisateur, scénariste, chanteur et producteur de cinéma américain (2017)[90]

Années 2020
- Angèle, chanteuse belge (2020)[91],[92]
- Demi Lovato, chanteuse et actrice américaine (2021)[93]
- Josh Cavallo, footballeur australien (2021)[94]
- Noah Schnapp, acteur canadien (2023)[95]
- Billie Eilish, auteure-compositrice-interprète et actrice américaine (2023)[96]
- Ralf Schumacher, pilote automobile (2024)[97]
- Khalid , chanteur américain (2024)[98]

## Limites
Selon le public envers lequel on fait son coming-out, il y a un risque plus ou moins grand de s'exposer à de la stigmatisation, des violences voire de se mettre en danger de mort.
De plus, une vague de coming-out ne s'accompagne pas nécessairement d'une amélioration de la perception des LGBT ou de leurs droits, et peut au contraire provoquer un retour de bâton.

## Journée internationale
Le 11 octobre est devenu la journée internationale du coming out depuis 1988 (Coming out day), une année après une marche ayant rassemblé plus de 500 000 manifestants à Washington, DC.
Elle a été organisée pour la première fois en Suisse en 1991.

## Autres emplois du terme
Par extension, le terme coming out peut désigner l'annonce publique de toute caractéristique personnelle, jusque-là tenue secrète par peur du rejet ou par discrétion : l'appartenance à une religion, des opinions politiques, un handicap invisible, l'appartenance à une organisation comme la franc-maçonnerie, l'appartenance à une association ou un parti, une profession jugée honteuse ou au sujet de laquelle le secret est exigé, etc.
Le terme de « coming out » est parfois utilisé dans le vocabulaire journalistique pour faire une révélation n'ayant aucun rapport avec une orientation sexuelle, mais plutôt envers une politique ou une idéologie. Il en est de même en anglais, cette acception est correcte.

## Romans
- Panayotis Pascot, La prochaine fois que tu mordras la poussière, éditions Stock, 23 août 2023, 240 p. (ISBN 978-2234092525).

## Chansons
- I'm Coming Out, Diana Ross
- Coming Out, Astonvilla